# Operation Bayonet
L'operation Bayonet était une opération policière multinationale impliquant les États-Unis, le Canada et la Thaïlande. L'opération a culminé en 2017 avec la fermeture des marchés AlphaBay et Hansa (en),,.
De nombreux autres marchés du darknet ont également été fermés par cette opération.